# Popovi
Popovi (cyr. Попови) – wieś w Bośni i Hercegowinie, w Republice Serbskiej, w mieście Bijeljina. W 2013 roku liczyła 1238 mieszkańców.